# Nachwuchs-Basketball-Bundesliga 2024/25
Die Saison 2024/25 war die 19. Spielzeit der Nachwuchs-Basketball-Bundesliga. Der Startschuss fiel im Oktober 2024 mit den Spielen der Hauptrunden A und B.
Ab März 2025 folgten mehrere Auf- und Abstiegsrunden sowie Play-offs, um die vier Teilnehmer des Top-Four-Turniers zu ermitteln. Das abschließende Turnier, bestehend aus den beiden Halbfinalpartien und dem Endspiel, fand im Mai 2025 in der Ballsporthalle im Berliner Stadtteil Charlottenburg statt.

## Modus
Die Saison 2024/25 der Nachwuchs-Basketball-Bundesliga verzeichnete die Teilnahme von insgesamt 40 Mannschaften.
Diese Teams wurden in zwei Hauptrunden aufgeteilt: 16 Mannschaften in der Hauptrunde A und 24 Mannschaften in der Hauptrunde B.
In der Hauptrunde A wurden die 16 Mannschaften in zwei Gruppen mit jeweils acht Mannschaften unterteilt. Die Hauptrunde B bestand aus vier Gruppen mit jeweils sechs Mannschaften. Alle Mannschaften traten in Hin- und Rückspielen gegeneinander an, sodass jede Mannschaften in ihrer Gruppe zweimal gegen jeden anderen Gegner antrat.

## Teilnehmer

### Hauptrunde A
| Hauptrunde A (Nord)            | Hauptrunde A (Süd)                      |
| ------------------------------ | --------------------------------------- |
| Young Rasta Dragons            | Porsche BBA Ludwigsburg                 |
| Baskets Juniors Oldenburg      | KICKZ IBAM                              |
| Bayer Giants Leverkusen        | FC Bayern München                       |
| ALBA Berlin                    | TEAM URSPRING                           |
| Gartenzaun24 Baskets Paderborn | Science City Jena                       |
| UBC Münster                    | Niners Chemnitz Academy                 |
| Sartorius Juniors              | Nürnberg Falcons                        |
| Berlin Braves Baskets          | Eintracht Frankfurt / Fraport Skyliners |

### Hauptrunde B
| Hauptrunde B (Nord)          | Hauptrunde B (West)            | Hauptrunde B (Mitte)                       | Hauptrunde B (Süd)         |
| ---------------------------- | ------------------------------ | ------------------------------------------ | -------------------------- |
| RASTA Academy                | Team Bonn/Rhöndorf             | Dresden Titans                             | ratiopharm Ulm             |
| Rostock Seawolves            | RheinStars Köln                | CYBEX Talents BBC Bayreuth                 | Orange Academy             |
| Hamburg Towers               | Team Südhessen                 | Basketball Löwen Erfurt                    | TS Jahn München            |
| SG Junior Löwen Braunschweig | BBA Hagen                      | VR-Bank Würzburg Baskets Akademie          | Rhein-Neckar Metropolitans |
| Eisbären Bremerhaven         | Phoenix Hagen                  | TG 1837 Hanau a.V.                         | VfL Kirchheim Knights      |
| Metropol Baskets Ruhr        | ROTH Energie BBA GIESSEN 46ers | Tröster Breitengüßbach / freakcity Academy | USC Heidelberg             |
|                              | ART Giants Düsseldorf          |                                            |                            |

## Tabellen

### Hauptrunde A
- Bei Punktgleichheit entscheidet der direkte Vergleich
- Stand: Ende der Hauptrunde A Nord und Süd (23. Februar 2025)[1]

|  | = Play-off-Plätze (Plätze 1 bis 6)                                      |
|  | =Teilnahmerecht für Hauptrunde B in der Saison 2025/26 (Plätze 7 und 8) |

### Nord
| # | Mannschaft                     | Spiele | Siege | Niederlagen | Punkte | Korbpunkte |
| - | ------------------------------ | ------ | ----- | ----------- | ------ | ---------- |
| 1 | ALBA Berlin                    | 14     | 13    | 1           | 26     | 1133-892   |
| 2 | Baskets Juniors Oldenburg      | 14     | 10    | 4           | 20     | 1203-961   |
| 3 | Gartenzaun24 Baskets Paderborn | 14     | 7     | 7           | 14     | 1010-990   |
| 4 | Bayer Giants Leverkusen        | 14     | 7     | 7           | 14     | 1075-984   |
| 5 | Berlin Braves Baskets          | 14     | 7     | 7           | 14     | 1161-1098  |
| 6 | UBC Münster                    | 14     | 6     | 8           | 12     | 1064–1095  |
| 7 | Sartorius Juniors              | 14     | 6     | 8           | 12     | 1068–1119  |
| 8 | Young Rasta Dragons            | 14     | 0     | 14          | 0      | 755–1330   |

### Süd
| # | Mannschaft                              | Spiele | Siege | Niederlagen | Punkte | Korbpunkte |
| - | --------------------------------------- | ------ | ----- | ----------- | ------ | ---------- |
| 1 | FC Bayern München                       | 14     | 12    | 2           | 24     | 1186-1041  |
| 2 | Eintracht Frankfurt / Fraport Skyliners | 14     | 11    | 3           | 22     | 1141-1032  |
| 3 | KICKZ IBAM                              | 14     | 8     | 6           | 16     | 1086-1032  |
| 4 | Porsche BBA Ludwigsburg                 | 14     | 7     | 7           | 14     | 1085–1127  |
| 5 | Nürnberg Falcons                        | 14     | 6     | 8           | 12     | 1094–1124  |
| 6 | TEAM URSPRING                           | 14     | 6     | 8           | 12     | 1119–1195  |
| 7 | Niners Chemnitz Academy                 | 14     | 4     | 10          | 8      | 1137–1190  |
| 8 | Science City Jena                       | 14     | 2     | 12          | 2      | 977–1084   |

### Hauptrunde B
- Bei Punktgleichheit entscheidet der direkte Vergleich
- Stand: Ende der Hauptrunde B

#### Nord
| # | Mannschaft                   | Spiele | Siege | Niederlagen | Punkte | Korbpunkte |
| - | ---------------------------- | ------ | ----- | ----------- | ------ | ---------- |
| 1 | RASTA Academy                | 10     | 7     | 3           | 14     | 940-732    |
| 2 | Rostock Seawolves            | 10     | 7     | 3           | 14     | 829-752    |
| 3 | Hamburg Towers               | 10     | 7     | 3           | 14     | 806-769    |
| 4 | SG Junior Löwen Braunschweig | 10     | 5     | 5           | 10     | 820-763    |
| 5 | Eisbären Bremerhaven         | 10     | 2     | 8           | 4      | 701–901    |
| 6 | Metropol Baskets Ruhr        | 10     | 2     | 8           | 4      | 687–866    |

#### West
| # | Mannschaft                     | Spiele | Siege | Niederlagen | Punkte | Korbpunkte |
| - | ------------------------------ | ------ | ----- | ----------- | ------ | ---------- |
| 1 | Team Bonn/Rhöndorf             | 12     | 10    | 2           | 20     | 1105-875   |
| 2 | RheinStars Köln                | 12     | 9     | 3           | 18     | 1037-883   |
| 3 | Team Südhessen                 | 12     | 8     | 4           | 16     | 1049-966   |
| 4 | ROTH Energie BBA GIESSEN 46ers | 12     | 8     | 4           | 16     | 943-867    |
| 5 | BBA Hagen                      | 12     | 5     | 7           | 10     | 1003–1023  |
| 6 | Phoenix Hagen                  | 12     | 1     | 11          | 2      | 831–1120   |
| 7 | ART Giants Düsseldorf          | 12     | 1     | 11          | 2      | 839–1073   |

#### Mitte
| # | Mannschaft                                 | Spiele | Siege | Niederlagen | Punkte | Korbpunkte |
| - | ------------------------------------------ | ------ | ----- | ----------- | ------ | ---------- |
| 1 | VR-Bank Würzburg Baskets Akademie          | 10     | 7     | 3           | 14     | 833-655    |
| 2 | Dresden Titans                             | 10     | 6     | 4           | 12     | 802-767    |
| 3 | Basketball Löwen Erfurt                    | 10     | 6     | 4           | 12     | 845-814    |
| 4 | Tröster Breitengüßbach / freakcity Academy | 10     | 5     | 5           | 10     | 791–847    |
| 5 | CYBEX Talents BBC Bayreuth                 | 10     | 5     | 5           | 10     | 827–862    |
| 6 | TG 1837 Hanau a.V.                         | 10     | 1     | 9           | 2      | 713–866    |

#### Süd
| # | Mannschaft                 | Spiele | Siege | Niederlagen | Punkte | Korbpunkte |
| - | -------------------------- | ------ | ----- | ----------- | ------ | ---------- |
| 1 | ratiopharm Ulm             | 10     | 10    | 0           | 20     | 1029-652   |
| 2 | Orange Academy             | 10     | 8     | 2           | 16     | 843-714    |
| 3 | USC Heidelberg             | 10     | 4     | 6           | 8      | 734–750    |
| 4 | Rhein-Neckar Metropolitans | 10     | 4     | 6           | 8      | 716–816    |
| 5 | TS Jahn München            | 10     | 3     | 7           |        | 754–794    |
| 6 | VfL Kirchheim Knights      | 10     | 1     | 9           | 2      | 598–948    |

## Auf- und Abstiegsrunden

### Aufstiegsrunden
- Bei Punktgleichheit entschied der direkte Vergleich
- Stand: Ende der Saison

|  | = Play-off-Plätze (Plätze 1 und 2)                                       |
|  | = Teilnahmerecht für Hauptrunde B in der Saison 2025/26 (Plätze 3 und 4) |

Nord
| # | Mannschaft         | Spiele | Siege | Niederlagen | Punkte | Korbpunkte |
| - | ------------------ | ------ | ----- | ----------- | ------ | ---------- |
| 1 | RASTA Academy      | 6      | 5     | 1           | 10     | 559-456    |
| 2 | Rostock Seawolves  | 6      | 4     | 2           | 8      | 496-484    |
| 3 | Team Bonn/Rhöndorf | 6      | 2     | 4           | 4      | 501–540    |
| 4 | RheinStars Köln    | 6      | 1     | 5           | 2      | 438–514    |

Süd
| # | Mannschaft                        | Spiele | Siege | Niederlagen | Punkte | Korbpunkte |
| - | --------------------------------- | ------ | ----- | ----------- | ------ | ---------- |
| 1 | ratiopharm Ulm                    | 6      | 6     | 0           | 12     | 575-432    |
| 2 | Orange Academy                    | 6      | 3     | 3           | 6      | 467–490    |
| 3 | VR-Bank Würzburg Baskets Akademie | 6      | 2     | 4           | 4      | 420–466    |
| 4 | Dresden Titans                    | 6      | 1     | 5           | 2      | 433–507    |

Abstiegsrunden
- Bei Punktgleichheit entschied der direkte Vergleich
- Stand: Ende der Saison[2]

|  | = Teilnahmerecht für Hauptrunde B in der Saison 2025/26 (Plätze 1 bis 6)    |
|  | = Kein automatisches Teilnahmerecht für die Saison 2025/26 (Plätze 7 und 8) |

Nord
| # | Mannschaft                     | Spiele | Siege | Niederlagen | Punkte | Korbpunkte |
| - | ------------------------------ | ------ | ----- | ----------- | ------ | ---------- |
| 1 | Team Südhessen                 | 16     | 15    | 1           | 30     | 1440-1149  |
| 2 | ROTH Energie BBA GIESSEN 46ers | 16     | 14    | 2           | 28     | 1305-1150  |
| 3 | Hamburg Towers                 | 16     | 10    | 6           | 20     | 1174-91    |
| 4 | BBA Hagen                      | 16     | 8     | 8           | 16     | 1309-1260  |
| 5 | SG Junior Löwen Braunschweig   | 16     | 6     | 10          | 12     | 1230–1232  |
| 6 | Eisbären Bremerhaven           | 16     | 6     | 10          | 12     | 1236–1310  |
| 7 | Metropol Baskets Ruhr          | 16     | 6     | 10          | 12     | 1228–1274  |
| 8 | Phoenix Hagen                  | 16     | 4     | 12          | 8      | 1191–1384  |
| 9 | ART Giants Düsseldorf          | 16     | 3     | 13          | 6      | 1121–1392  |

Süd
| # | Mannschaft                                 | Spiele | Siege | Niederlagen | Korbpunkte |
| - | ------------------------------------------ | ------ | ----- | ----------- | ---------- |
| 1 | USC Heidelberg                             | 14     | 9     | 5           | 1090-983   |
| 2 | Rhein-Neckar Metropolitans                 | 14     | 9     | 5           | 1102-1008  |
| 3 | TS Jahn München                            | 14     | 9     | 5           | 1121-1026  |
| 4 | CYBEX Talents BBC Bayreuth                 | 14     | 8     | 6           | 1119–1127  |
| 5 | Basketball Löwen Erfurt                    | 14     | 6     | 8           | 1172-1144  |
| 6 | TG 1837 Hanau a.V.                         | 14     | 6     | 8           | 1024–1074  |
| 7 | Tröster Breitengüßbach / freakcity Academy | 14     | 5     | 9           | 1086–1168  |
| 8 | VfL Kirchheim Knights                      | 14     | 4     | 10          | 951–1135   |

## Post-Season
Die Zahlen geben die Platzierung während der Hauptrunde an, der farbige Hintergrund die Zugehörigkeit zu den Divisionen:
Hauptrunde 1 Hauptrunde 2

### Play-Offs
Nord
|  | 1. Runde | 1. Runde                       | 1. Runde    |                         |   | 2. Runde | 2. Runde | 2. Runde |
|  |          |                                |             |                         |   |          |          |          |
|  | 1        | Alba Berlin                    | 2           |                         |   |          |          |          |
|  | 8        | Rostock Seawolves              | 1           |                         |   |          |          |          |
|  | 8        | Rostock Seawolves              | 1           |                         |   |          |          |          |
|  |          |                                |             |                         |   |          |          |          |
|  |          | 4                              | Alba Berlin |                         |   |          |          |          |
|  | 4        | 4                              | Alba Berlin | Bayer Giants Leverkusen | 2 |          |          |          |
|  | 4        |                                |             |                         | 2 |          |          |          |
|  | 5        | Berlin Braves                  | 0           |                         |   |          |          |          |
|  | 5        | Berlin Braves                  | 0           |                         |   |          |          |          |
|  |          |                                |             |                         |   |          |          |          |
|  | 3        | Baskets Junior Oldenburg       | 0           |                         |   |          |          |          |
|  | 3        | Baskets Junior Oldenburg       | 0           |                         |   |          |          |          |
|  | 7        | RASTA Academy                  | 2           |                         |   |          |          |          |
|  | 7        | RASTA Academy                  | 2           | 2                       |   |          |          |          |
|  |          |                                |             |                         |   |          |          |          |
|  |          |                                |             |                         |   |          |          |          |
|  | 3        | Gartenzaun24 Baskets Paderborn | 2           |                         |   |          |          |          |
|  | 3        | Gartenzaun24 Baskets Paderborn | 2           |                         |   |          |          |          |
|  | 6        | UBC Münster                    | 0           |                         |   |          |          |          |

Süd
|  | 1. Runde | 1. Runde                | 1. Runde       |   |                               | 2. Runde   | 2. Runde | 2. Runde |
|  |          |                         |                |   |                               |            |          |          |
|  | 3        | KICKZ IBAM              | 2              |   |                               |            |          |          |
|  | 6        | URSPRING EHINGEN        | 1              |   |                               |            |          |          |
|  | 6        | URSPRING EHINGEN        | 1              |   | 3                             | KICKZ IBAM | 0        |          |
|  |          |                         |                |   | 3                             | KICKZ IBAM | 0        |          |
|  |          | 2                       | ratiopharm ulm | 2 |                               |            |          |          |
|  | 2        | 2                       | ratiopharm ulm | 2 | Eintracht Frankfurt Skyliners | 2          |          |          |
|  | 2        |                         |                |   | Eintracht Frankfurt Skyliners | 2          |          |          |
|  | 7        | ratiopharm ulm          | 2              |   |                               |            |          |          |
|  | 7        | ratiopharm ulm          | 2              |   |                               |            |          |          |
|  |          |                         |                |   |                               |            |          |          |
|  | 4        | Porsche BBA Ludwigsburg | 2              |   |                               |            |          |          |
|  | 4        | Porsche BBA Ludwigsburg | 2              |   |                               |            |          |          |
|  | 5        | Nürnberg Falcons        | 1              |   |                               |            |          |          |
|  | 5        | Nürnberg Falcons        | 1              | 4 |                               |            |          |          |
|  |          |                         |                |   |                               |            |          |          |
|  |          |                         |                |   |                               |            |          |          |
|  | 2        |                         |                |   |                               |            |          |          |
|  |          |                         |                |   |                               |            |          |          |
|  | 7        |                         |                |   |                               |            |          |          |

### Top-Four in Berlin
Der FC Bayern München wurde in der Saison 2024/25 NBBL-Meister. Im Finale setzte sich die Mannschaft von Trainer Federico Perego mit 89:73 (12:18; 29:20; 19:19; 29:16) gegen Ratiopharm Ulm durch.
|  | Halbfinale | Halbfinale        | Halbfinale |  |  | Finale | Finale            | Finale |
|  |            |                   |            |  |  |        |                   |        |
|  |            |                   |            |  |  |        |                   |        |
|  |            | Alba Berlin       | 84         |  |  |        |                   |        |
|  |            | Ratiopharm Ulm    | 94         |  |  |        |                   |        |
|  |            |                   |            |  |  |        | Ratiopharm Ulm    | 73     |
|  |            |                   |            |  |  |        | FC Bayern München | 89     |
|  |            | Rasta Academy     | 74         |  |  |        |                   |        |
|  |            | FC Bayern München | 78         |  |  |        |                   |        |
|  |            |                   |            |  |  |        |                   |        |